# Tsarigrad

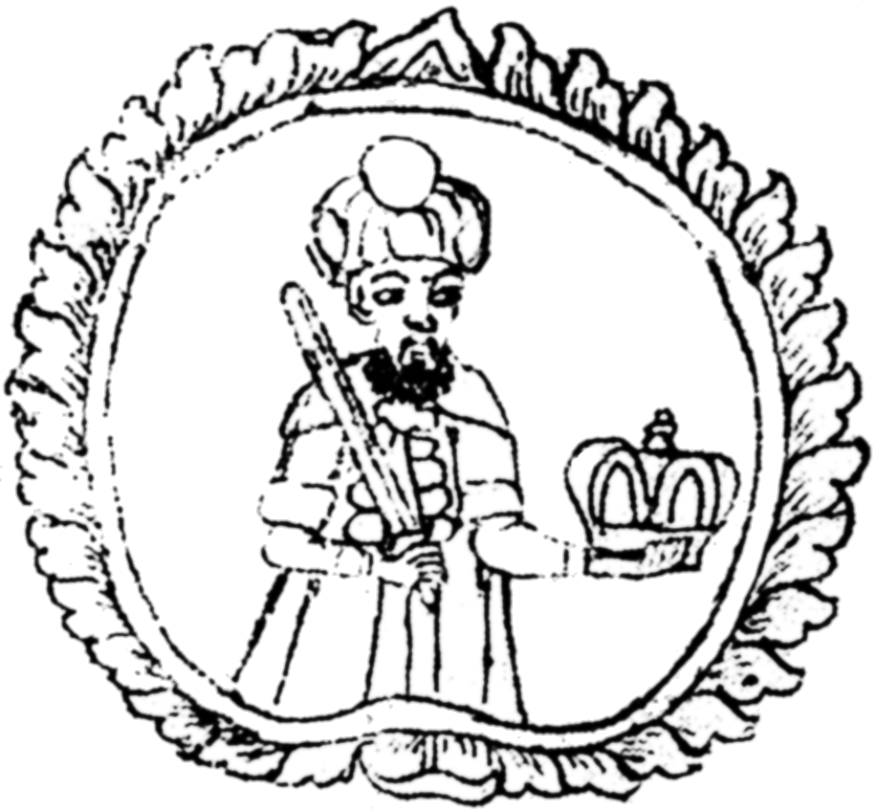
Selim II con la "corona de Tsarigrad", en una ilustración de 1757 de Constantin Săidăcar ot Mogoșoaia de Valaquia

Tsarigrad, Tsargrad o Tsargorod, también Czargrad y Tzargrad, es un nombre eslavo para la ciudad de Constantinopla (actual Estambul en Turquía ), la que fue capital del Imperio bizantino .

## Variaciones
Los términos Tsarigrad, Tsargrad, Tsargorod, etc. se pueden traducir de varias maneras según el idioma, unos ejemplos serian:
- Antiguo Eslavo Oriental: Цѣсарьградъ, romanizado: Tsěsarĭgradŭ;
- Eslavo eclesiástico: Царьгра̀дъ, romanizado: Tsarĭgràdŭ;
- Bielorruso: Царгорад, romanizado: Carhorad;
- Ruso: Царьгра́д, romanizado: Tsar'grád;
- Ucraniano: Царгород, romanizado: Tsarhorod;
- Lenguas Eslavas Meridionales:  Carigrad / Tsarigrad o Цариград, dependiendo del alfabeto;
- Checo: Cařihrad;
- Eslovaco: Carihrad;
- Polaco: Carogród.

Tsargrad es la traducción al Antiguo Eslavo Eclesiástico del griego Βασιλὶς Πόλις.[cita requerida] Combinando las palabras eslavas tsar ("césar / emperador") y grad ("ciudad"), significaba "ciudad imperial". Según Per Thomsen, la antigua forma eslava oriental influyó la denominación del Nordico Antiguo de Constantinopla, Miklagard (Мikligarðr).

## Uso en ruso
En el idioma ruso, el término Tsargrad se convirtió en una pieza importante del vocabulario de las ideologías políticas de los paneslavistas, los fundamentalistas ortodoxos y los primeros nacionalistas rusos. Para los que consideraban a Moscú como la "Tercera Roma⁣" Constantinopla/Tsarigrad era la "Segunda Roma", por lo que la reconquista de la ciudad por un pais ortodoxo daría gran cantidad de prestigio al Imperio Ruso.
La obsesión de la élite política rusa con Constantinopla no disminuyó hasta finales del siglo XIX, y la captura de la ciudad se convirtió en un importante objetivo bélico ruso durante la Primera Guerra Mundial (1914-1918). En el contexto de la cuestión del Estrecho, la antipatía religiosa hacia el Imperio Otomano, ⁣ de mayoría musulmana, y la reputación de Constantinopla como capital de la Iglesia Ortodoxa Oriental se combinaron con el interés geo estratégico de asegurar el Bósforo y los Dardanelos y, por ende, la seguridad de la ruta marítima de Rusia desde el Mar Negro hasta el Mediterráneo.  Este interés estratégico no siempre coincidía con las afiliaciones religiosas; cuando el ejército búlgaro se acercó a Constantinopla durante la Primera Guerra de los Balcanes (1912/13) con la esperanza de capturar la ciudad para la Bulgaria mayoritariamente ortodoxa, el gobierno ruso presionó a su homólogo búlgaro para que se abstuviera de conquistar la ciudad. Los dirigentes rusos no tenían ningún interés en que el prestigio potencial que se obtendría del control de Constantinopla pasara a otro país ortodoxo que no fuera la propia Rusia.   Durante la Primera Guerra Mundial, el público ruso se mantuvo positivamente predispuesto hacia una posible conquista de Constantinopla por parte de Rusia; Maurice Paléologue señaló su observación de que la población de Petrogrado dudaba alrededor de 1915/16 en aceptar la perspectiva de un resultado de la guerra que no permitiera la conquista de la ciudad. 
Aunque los motivos religiosos eran menos importantes para los líderes de la Unión Soviética, el gobierno posterior a 1917 heredó los intereses estratégicos de su predecesor en los estrechos turcos, con la esperanza de obtener acceso a las rutas marítimas mundiales. 
En la Rusia moderna, un homónimo de Tsargrad es Tsargrad TV, un canal de televisión ruso que apoya al partido gobernante desde una perspectiva de conservadurismo religioso ortodoxo. 

## Uso en búlgaro
Los búlgaros también aplicaron la palabra a Tarnovgrad (Tsarevgrad Tarnov, "Ciudad Imperial de Tarnov"), una de las capitales de los zares del Imperio búlgaro, pero después de que los Balcanes quedaran bajo el dominio otomano, la palabra búlgara se ha utilizado exclusivamente como otro nombre de Constantinopla.   
A medida que el sentimiento (Zeitgeist) que generó el término se ha desvanecido, la palabra Tsargrad es ahora un término arcaico en ruso. Sin embargo, todavía se utiliza ocasionalmente en búlgaro, particularmente en un contexto histórico. Una importante arteria de tráfico en la capital de Bulgaria, Sofía, lleva el nombre de Tsarigradsko shose ("Carretera de Tsarigrad"); la carretera comienza como el bulevar Tsar Osvoboditel y continúa hasta la carretera principal que conduce al sureste hacia Estambul. El nombre Tsarigrad también se conserva en grupos de palabras como tsarigradsko grozde ("uvas de Tsarigrad", que significa grosella), el plato tsarigradski kyuftentsa ("pequeñas koftas de Tsarigrad") o dichos como "Se puede llegar a Tsarigrad preguntando". En esloveno todavía se utiliza ampliamente y a menudo se prefiere al nombre oficial.  La gente también entiende y a veces utiliza el nombre Carigrad en Bosnia, Croacia, Macedonia del Norte, Montenegro y Serbia .

## Uso no eslavo
Una lengua romance, el rumano, tomó prestado el término Țarigrad,  debido a la larga tradición del eslavo eclesiástico en Rumania, pero ahora es un uso arcaico que ha sido reemplazado por Constantinopla y Estambul. Hoy en día, un pueblo de Moldavia se llama Țarigrad.